# Puig Clarà

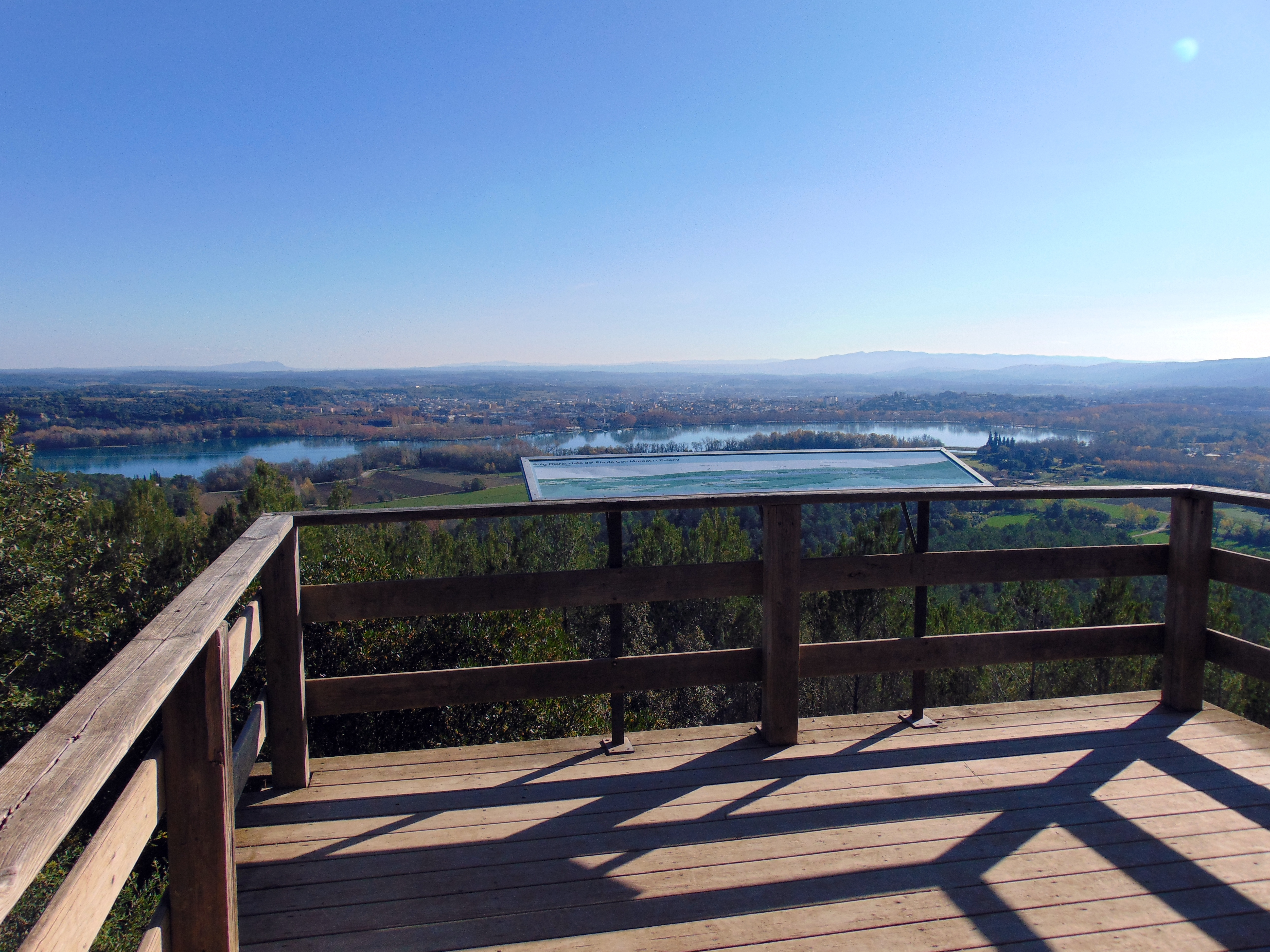
Mirador de Puig Clarà

El Puig Clarà és una muntanya de 315 metres al municipi de Porqueres, a la comarca catalana del Pla de l'Estany.
És un dels cims més visitats dels propers a l'Estany de Banyoles, ja que forma part d'un dels itineraris marcats i disposa de dos miradors que faciliten una àmplia contemplació sense cap mena d'obstacle visual. En tota aquesta zona hi ha molts afloraments de margues (xalió per a la gent de la comarca) que destaquen enmig de la densa vegetació. És una roca sedimentària de color gris i molt trencadissa, composta d'una fracció argilosa i d'una fracció carbonatada, generalment de carbonat de calci. Als peus d'aquest puig s'hi forma la Ribera del Castellar que passa a prop del Salt del Matxo i és una de les vuit rieres que aporten aigua superficial a l'Estany de Banyoles.
Aquest cim està inclòs al llistat dels 100 cims de la FEEC